# ووزنسنکا (شهرستان دووانسکی، باشقیرستان)
ووزنسنکا (انگلیسی: Voznesenka, Duvansky District, Republic of Bashkortostan) یک شهرک در شهرستان دووانسکی در استان باشقیرستان کشور روسیه است.